# Oh My Girl/Diskografie
Diese Diskografie ist eine Übersicht über die musikalischen Werke der südkoreanischen Girlgroup Oh My Girl. Die Gruppe wurde 2015 von WM Entertainment gegründet. Oh My Girl debütierte am 20. April 2015 mit der EP Oh My Girl und der Single Cupid.

## Alben

### Studioalben
| Jahr                 | Titel Musiklabel                                                  | Höchstplatzierung, Gesamtwochen, AuszeichnungChartplatzierungen (Jahr, Titel, Musiklabel, Platzierungen, Wochen, Auszeichnungen, Anmerkungen) | Höchstplatzierung, Gesamtwochen, AuszeichnungChartplatzierungen (Jahr, Titel, Musiklabel, Platzierungen, Wochen, Auszeichnungen, Anmerkungen) | Anmerkungen                          |
| Jahr                 | Titel Musiklabel                                                  | KR | JP | Anmerkungen                          |
| -------------------- | ----------------------------------------------------------------- | --- | --- | ------------------------------------ |
| Südkoreanische Alben |                                                                   | | |                                      |
|                      |                                                                   | | |                                      |
| 2019                 | The Fifth Season WM Entertainment, Kakao M                        | KR4 (9 Wo.)KR | — | Erstveröffentlichung: 8. Mai 2019    |
| 2019                 | Fall in Love a WM Entertainment, Kakao M                          | KR5 (3 Wo.)KR | — | Erstveröffentlichung: 5. August 2019 |
| 2022                 | Real Love WM Entertainment                                        | KR5 (3 Wo.)KR | — | Erstveröffentlichung: 28. März 2022  |
| Japanische Alben     |                                                                   | | |                                      |
|                      |                                                                   | | |                                      |
| 2019                 | Oh My Girl Japan Debut Album Sony Music Labels Inc., Ariola Japan | KR54 (1 Wo.)KR | JP2 (2 Wo.)JP | Erstveröffentlichung: 9. Januar 2019 |
| 2019                 | Oh My Girl Japan 2nd Album Ariola Japan                           | KR89 (1 Wo.)KR | JP7 (2 Wo.)JP | Erstveröffentlichung: 3. Juli 2019   |
| 2020                 | Eternally Ariola Japan                                            | KR60 (2 Wo.)KR | JP4 (1 Wo.)JP | Erstveröffentlichung: 8. Januar 2020 |

### Kompilationen
| Jahr | Titel Musiklabel             | Höchstplatzierung, Gesamtwochen, AuszeichnungChartplatzierungen (Jahr, Titel, Musiklabel, Platzierungen, Wochen, Auszeichnungen, Anmerkungen) | Höchstplatzierung, Gesamtwochen, AuszeichnungChartplatzierungen (Jahr, Titel, Musiklabel, Platzierungen, Wochen, Auszeichnungen, Anmerkungen) | Anmerkungen                         |
| Jahr | Titel Musiklabel             | KR | JP | Anmerkungen                         |
| ---- | ---------------------------- | --- | --- | ----------------------------------- |
| 2022 | Oh My Girl Best Ariola Japan | KR89 (1 Wo.)KR | JP14 (3 Wo.)JP | Erstveröffentlichung: 30. März 2022 |

### EPs
| Jahr | Titel Musiklabel                                   | Höchstplatzierung, Gesamtwochen, AuszeichnungChartplatzierungen (Jahr, Titel, Musiklabel, Platzierungen, Wochen, Auszeichnungen, Anmerkungen) | Höchstplatzierung, Gesamtwochen, AuszeichnungChartplatzierungen (Jahr, Titel, Musiklabel, Platzierungen, Wochen, Auszeichnungen, Anmerkungen) | Anmerkungen                                                 |
| Jahr | Titel Musiklabel                                   | KR | JP | Anmerkungen                                                 |
| ---- | -------------------------------------------------- | --- | --- | ----------------------------------------------------------- |
| 2015 | Oh My Girl WM Entertainment, LOEN Entertainment    | KR6 (17 Wo.)KR | — | Erstveröffentlichung: 20. April 2015                        |
| 2015 | Closer WM Entertainment, LOEN Entertainment        | KR6 (21 Wo.)KR | — | Erstveröffentlichung: 8. Oktober 2015                       |
| 2016 | Pink Ocean WM Entertainment, LOEN Entertainment    | KR5 (14 Wo.)KR | — | Erstveröffentlichung: 23. März 2016                         |
| 2016 | Windy Day b WM Entertainment, LOEN Entertainment   | KR4 (12 Wo.)KR | — | Erstveröffentlichung: 26. Mai 2016                          |
| 2017 | Coloring Book WM Entertainment, LOEN Entertainment | KR3 (13 Wo.)KR | — | Erstveröffentlichung: 3. April 2017                         |
| 2018 | Secret Garden WM Entertainment, LOEN Entertainment | KR4 (13 Wo.)KR | JP44 (1 Wo.)JP | Erstveröffentlichung: 9. Januar 2018                        |
| 2018 | Banana Allergy Monkey WM Entertainment             | KR5 (10 Wo.)KR | — | Erstveröffentlichung: 2. April 2018 als Oh My Girl Banhana  |
| 2018 | Banana Allergy Monkey Ariola Japan                 | — | JP13 (1 Wo.)JP | Erstveröffentlichung: 29. April 2018 als Oh My Girl Banhana |
| 2018 | Remember Me WM Entertainment, Kakao M              | KR3 (16 Wo.)KR | — | Erstveröffentlichung: 10. September 2018                    |
| 2020 | Nonstop WM Entertainment, Sony Music               | KR3 (15 Wo.)KR | JP8 (1 Wo.)JP | Erstveröffentlichung: 27. April 2020                        |
| 2021 | Dear OhMyGirl WM Entertainment, Sony Music         | KR3 (8 Wo.)KR | JP22 (2 Wo.)JP | Erstveröffentlichung: 10. Mai 2021                          |
| 2023 | Golden Hourglass WM Entertainment                  | KR12 (5 Wo.)KR | — | Erstveröffentlichung: 24. Juli 2023                         |
| 2024 | Dreamy Resonance WM Entertainment                  | KR9 (4 Wo.)KR | — | Erstveröffentlichung: 26. August 2024                       |

### Single-Alben
| Jahr | Titel Musiklabel                                       | Höchstplatzierung, Gesamtwochen, AuszeichnungChartplatzierungen (Jahr, Titel, Musiklabel, Platzierungen, Wochen, Auszeichnungen, Anmerkungen) | Höchstplatzierung, Gesamtwochen, AuszeichnungChartplatzierungen (Jahr, Titel, Musiklabel, Platzierungen, Wochen, Auszeichnungen, Anmerkungen) | Anmerkungen                          |
| Jahr | Titel Musiklabel                                       | KR | JP | Anmerkungen                          |
| ---- | ------------------------------------------------------ | --- | --- | ------------------------------------ |
| 2016 | Listen to My Word WM Entertainment, LOEN Entertainment | KR1 (9 Wo.)KR | — | Erstveröffentlichung: 1. August 2016 |

### Singles
| Jahr | Titel Album                                                        | Höchstplatzierung, Gesamtwochen, AuszeichnungChartplatzierungen (Jahr, Titel, Album, Platzierungen, Wochen, Auszeichnungen, Anmerkungen) | Höchstplatzierung, Gesamtwochen, AuszeichnungChartplatzierungen (Jahr, Titel, Album, Platzierungen, Wochen, Auszeichnungen, Anmerkungen) | Anmerkungen                                                                                   |
| Jahr | Titel Album                                                        | KR | JP | Anmerkungen                                                                                   |
| --- | ------------------------------------------------------------------ | --- | --- | --------------------------------------------------------------------------------------------- |
| Südkoreanische Singles |                                                                    | | |                                                                                               |
| |                                                                    | | |                                                                                               |
| 2015 | Cupid Oh My Girl                                                   | — | — | Erstveröffentlichung: 20. April 2015 Verkäufe: + 15.362                                       |
| 2015 | Closer                                                             | KR75 (1 Wo.)KR | — | Erstveröffentlichung: 8. Oktober 2015 Verkäufe: + 26.204                                      |
| 2016 | Step by Step (한 발짝 두 발짝) Pink Ocean                          | KR77 (1 Wo.)KR | — | Erstveröffentlichung: 21. März 2016 Verkäufe: + 33.142                                        |
| 2016 | Liar Liar Pink Ocean                                               | KR57 (1 Wo.)KR | — | Erstveröffentlichung: 28. März 2016 Verkäufe: + 65.650                                        |
| 2016 | Windy Day                                                          | KR62 (3 Wo.)KR | — | Erstveröffentlichung: 26. Mai 2016 Verkäufe: + 91.139                                         |
| 2016 | The Love of Fingertips (손끝의 사랑) –                             | — | — | Erstveröffentlichung: 7. Juni 2016 mit B1A4, Eunkwang, Changsub, Youngji, A-JAX, APRIL, Kassy |
| 2016 | Listen to My Word (A-ing) (내 얘길 들어봐) Listen to My Word       | KR15 (5 Wo.)KR | — | Erstveröffentlichung: 1. August 2016 Verkäufe: + 182.459                                      |
| 2016 | White (화이트) 1 Love Winter                                       | KR88 (1 Wo.)KR | — | Erstveröffentlichung: 28. November 2016 Verkäufe: + 25.689; mit HaHa                          |
| 2016 | Safety Newspaper (안전신문고) –                                    | — | — | Erstveröffentlichung: 28. November 2016 Promo-Single                                          |
| 2017 | Coloring Book                                                      | KR36 (1 Wo.)KR | — | Erstveröffentlichung: 3. April 2017 Verkäufe: + 42.998                                        |
| 2018 | Secret Garden (비밀정원) Secret Garden                             | KR16 (19 Wo.)KR | — | Erstveröffentlichung: 9. Januar 2018                                                          |
| 2018 | Banana Allergy Monkey (바나나 알러지 원숭이) Banana Allergy Monkey | — | — | Erstveröffentlichung: 2. April 2018 als Oh My Girl Banhana                                    |
| 2018 | The Shouts of Reds 2018 (승리의 함성 2018) We, the Reds            | — | — | Erstveröffentlichung: 6. Juni 2018 mit Transfixion                                            |
| 2018 | Remember Me (불꽃놀이) Remember Me                                 | KR36 (6 Wo.)KR | — | Erstveröffentlichung: 10. September 2018                                                      |
| 2018 | Timing (타이밍) Hello! WM                                          | — | — | Erstveröffentlichung: 10. Dezember 2018 mit B1A4 und ONF                                      |
| 2019 | Love Speed (사랑 속도) –                                           | — | — | Erstveröffentlichung: 8. April 2019 mit Yoo Jae-hwan                                          |
| 2019 | SSFWL (다섯 번째 계절) The Fifth Season                            | KR26 (26 Wo.)KR | — | Erstveröffentlichung: 8. Mai 2019                                                             |
| 2019 | Bungee (Fall In Love) Fall in Love                                 | KR50 (33 Wo.)KR | — | Erstveröffentlichung: 5. August 2019                                                          |
| 2020 | Nonstop (살짝 설렜어) Nonstop                                      | KR2 Platin (Streaming) · (72 Wo.)KR | — | Erstveröffentlichung: 27. April 2020                                                          |
| 2020 | Ours (너와 나의 시대) Hello! WM                                    | — | — | Erstveröffentlichung: 2020 mit B1A4 und ONF                                                   |
| 2020 | Supadupa (천천히 해봐) Po~MyGirl                                   | — | — | Erstveröffentlichung: 16. August 2020 Promo-Single                                            |
| 2020 | Snow Ball (스노우볼) Po~MyGirl Banhana for Christmas               | — | — | Erstveröffentlichung: 16. August 2020 Promo-Single; als Oh My Girl Banhana with Pororo, Loopy |
| 2021 | Dun Dun Dance Dear OhMyGirl                                        | KR1 Platin (Streaming) · (63 Wo.)KR | JP8 (5 Wo.)JP | Erstveröffentlichung: 10. Mai 2021                                                            |
| 2021 | Boggle Boggle (보글보글) Po~MyGirl Boggle Boggle                   | — | — | Erstveröffentlichung: 2021 Promo-Single                                                       |
| 2021 | Shark –                                                            | KR134 (1 Wo.)KR | — | Erstveröffentlichung: 2021 Promo-Single                                                       |
| 2022 | Real Love                                                          | KR22 (10 Wo.)KR | — | Erstveröffentlichung: 28. März 2022                                                           |
| 2023 | Summer Comes (여름이 들려) Golden Hourglass                        | KR32 (10 Wo.)KR | — | Erstveröffentlichung: 28. März 2023                                                           |
| 2024 | Classified Dreamy Resonance                                        | KR79 (1 Wo.)KR | — | Erstveröffentlichung: 26. August 2024                                                         |
| Japanische Singles |                                                                    | | |                                                                                               |
| |                                                                    | | |                                                                                               |
| 2019 | Eternally                                                          | — | — | Erstveröffentlichung: 2019                                                                    |
| 2020 | Lemonade Etoile / Nonstop Japanische Version                       | — | — | Erstveröffentlichung: 2020                                                                    |
| 2020 | Tear Rain Etoile / Nonstop Japanische Version                      | — | — | Erstveröffentlichung: 2020                                                                    |
| 2020 | Etoile / Nonstop Japanische Version                                | — | JP11 (4 Wo.)JP | Erstveröffentlichung: 25. November 2020                                                       |
| 2021 | Dolphin (Japanische Version) Dun Dun Dance (Japanische Version)    | — | JP— Gold (Streaming)JP | Erstveröffentlichung: 2021                                                                    |
| Englische Singles |                                                                    | | |                                                                                               |
| |                                                                    | | |                                                                                               |
| 2020 | Rocket Ride –                                                      | — | — | Erstveröffentlichung: 2020                                                                    |
| Folgende Lieder erschienen nicht als Single, wurden aber durch das Album zum Download und Streaming bereitgestellt und konnten somit eine Platzierung erlangen: |                                                                    | | |                                                                                               |
| |                                                                    | | |                                                                                               |
| 2019 | Destiny (나의 지구) Queendom Pt. 2                                 | KR70 (6 Wo.)KR | — | Erstveröffentlichung: 20. September 2019 Lovelyz-Cover für die TV-Show Queendom               |
| 2019 | Guerilla (게릴라) Queendom Final Comeback                          | KR87 (5 Wo.)KR | — | Erstveröffentlichung: 25. Oktober 2019                                                        |
| 2020 | Dolphin Nonstop                                                    | KR9 Platin (Streaming) · (78 Wo.)KR | — | Erstveröffentlichung: 27. April 2020                                                          |
| 2021 | Dear You (나의 봄에게) Dear OhMyGirl                               | KR128 (1 Wo.)KR | — | Erstveröffentlichung: 10. Mai 2021                                                            |
| 2021 | Swan Dear OhMyGirl                                                 | KR154 (1 Wo.)KR | — | Erstveröffentlichung: 10. Mai 2021                                                            |
| 2021 | My Doll (나의 인형 (안녕, 꿈에서 놀아)) Dear OhMyGirl              | KR172 (1 Wo.)KR | — | Erstveröffentlichung: 10. Mai 2021                                                            |

### Beiträge für Soundtracks
| Jahr | Titel Album                                        | Höchstplatzierung, Gesamtwochen, AuszeichnungChartsChartplatzierungen (Jahr, Titel, Album, Platzierungen, Wochen, Auszeichnungen, Anmerkungen) | Anmerkungen                                                |
| Jahr | Titel Album                                        | KR | Anmerkungen                                                |
| ---- | -------------------------------------------------- | --- | ---------------------------------------------------------- |
| 2016 | Hello Love (너의 귓가에 안녕) Drinking Solo OST    | — | Erstveröffentlichung: 26. September 2016 TV-Serie          |
| 2016 | Ma Friend The Haunted House                        | — | Erstveröffentlichung: 12. Oktober 2016 TV-Sendung          |
| 2017 | Eternalism Blood Blockade Battlefront & Beyond OST | — | Erstveröffentlichung: 13. Dezember 2017 Anime              |
| 2018 | Sweet Heart Clean with Passion for Now OST Part 1  | — | Erstveröffentlichung: 26. November 2018 Oh My Girl Banhana |
| 2019 | Remember (기억해) Wannabe Challenge OST            | — | Erstveröffentlichung: 2019                                 |
| 2020 | I know Start-up OST                                | — | Erstveröffentlichung: 2020 von Seunghee, Binnie and Jiho   |
| 2021 | I Love You Teacher Racket Boys OST                 | — | Erstveröffentlichung: 2021 von Hyojung, Mimi, Binnie       |
| 2021 | Say It to Me Kartrider X Line Friends OST Part 2   | — | Erstveröffentlichung: 2021 von Hyojung, YooA, JIHO         |

## Musikvideos
| Jahr | Titel                                              | Regisseur(e)                   |
| ---- | -------------------------------------------------- | ------------------------------ |
| 2015 | Cupid                                              | Hong Won-ki (Zanybros)         |
| 2015 | Closer                                             | Yoo Sung-kyun (Sunny Visual)   |
| 2016 | Liar Liar                                          | Digipedi                       |
| 2016 | Windy Day                                          | Digipedi                       |
| 2016 | Listen to My Word (A-ing)                          | Lee Inhoon (Segaji Video)      |
| 2016 | White                                              | Unbekannt                      |
| 2017 | Coloring Book                                      | Shin Hee-won (Stories We Tell) |
| 2018 | Secret Garden                                      | Yoo Sung-kyun (Sunny Visual)   |
| 2018 | Banana Allergy Monkey                              | Yoo Sung-kyun (Sunny Visual)   |
| 2018 | Banana Allergy Monkey (Japanische Version)         | Hiroki Kashiwa                 |
| 2018 | Remember Me                                        | Yoo Sung-kyun (Sunny Visual)   |
| 2019 | The Fifth Season (SSFWL)                           | Yoo Sung-kyun (Sunny Visual)   |
| 2019 | Bungee (Fall in Love)                              | Yoo Sung-kyun (Sunny Visual)   |
| 2019 | Bungee (Japanische Version) (Live Version)         | Yasunori Sato                  |
| 2019 | Eternally (Live Version)                           | Yasunori Sato                  |
| 2020 | Nonstop                                            | Yoo Sung-kyun (Sunny Visual)   |
| 2020 | Dolphin                                            | Yoo Sung-kyun (Sunny Visual)   |
| 2020 | Nonstop (Japanische Version)                       | Yoo Sung-kyun (Sunny Visual)   |
| 2020 | SupaDupa                                           | Jinwoo Park                    |
| 2020 | Bara Bam                                           | Unbekannt                      |
| 2020 | Etoile                                             | Hiroki Kashiwa                 |
| 2020 | Snow Ball (Dancealong Version) (mit Pororo, Loopy) | Unbekannt                      |
| 2020 | Snow Ball (Dancealong Version)                     | Unbekannt                      |
| 2020 | Snow Ball (mit Pororo, Loopy)                      | Unbekannt                      |
| 2021 | Boggle Boggle                                      | Unbekannt                      |
| 2021 | Baby Good Night                                    | Unbekannt                      |
| 2021 | Dun Dun Dance                                      | Sunny Visual                   |
| 2022 | Real Love                                          | Sunny Visual                   |
| 2023 | Summer Comes                                       | Sunny Visual                   |
| 2024 | Classified                                         | Unbekannt                      |

## Statistik

### Chartauswertung
|                     | KR     | JP    |
| ------------------- | ------ | ----- |
| Nummer-eins-Alben   | KR1KR  | JP—JP |
| Top-10-Alben        | KR14KR | JP4JP |
| Alben in den Charts | KR19KR | JP8JP |

|                       | KR     | JP    |
| --------------------- | ------ | ----- |
| Nummer-eins-Singles   | KR1KR  | JP—JP |
| Top-10-Singles        | KR3KR  | JP1JP |
| Singles in den Charts | KR22KR | JP2JP |

### Auszeichnungen für Musikverkäufe
Anmerkung: Auszeichnungen in Ländern aus den Charttabellen bzw. Chartboxen sind in ebendiesen zu finden.
| Land/RegionAuszeichnungen für Musikverkäufe (Land/Region, Auszeichnungen, Verkäufe, Quellen) | Gold  | Platin     | Verkäufe | Quellen        |
| -------------------------------------------------------------------------------------------- | ----- | ---------- | -------- | -------------- |
| Japan (RIAJ)                                                                                 | Gold1 | —          | —        | riaj.or.jp     |
| Südkorea (KMCA)                                                                              | —     | 3× Platin3 | —        | circlechart.kr |
| Insgesamt                                                                                    | Gold1 | 3× Platin3 |          |                |